# Agaricinsäure
Agaricinsäure ist eine Tricarbonsäure, die in der Natur in Pilzen, beispielsweise im Lärchenschwamm oder im Strohblassen Ritterling, vorkommt.
Der Stoff ist selbst kein Aromastoff, aber toxischer Bestandteil von aus Pilzen gewonnenen Aromen. Gemäß Anhang III, der Verordnung (EG) Nr. 1334/2008 (EU-Aromenverordnung) ist der Zusatz von Agaricinsäure zu Lebensmitteln in der EU verboten. Die Verwendung von Agaricinsäure als Antihidrotikum (schweißhemmendes Mittel) ist heute nicht mehr gebräuchlich.

## Geschichte
Eine erste Beschreibung fand die Agaricinsäure zu Beginn des 19. Jahrhunderts durch Johann Bartholomäus Trommsdorff. In der von ihm durchgeführten Analyse der Inhaltsstoffe des Lärchen-Schwamms konnte ein weißes, geschmack- und geruchloses Pulver extrahiert werden, welches er Pseudowachs nannte.
Theodor Wilhelm Christian Martius identifizierte 1846 ein weißes, amorphes Pulver, mit bitterem Geschmack als wirksamen Hauptbestandteil des Lärchen-Schwamms und nannte es Laricin. Mit hoher Wahrscheinlichkeit handelte es sich bei dem isolierten Laricin noch um ein Stoffgemisch.
Agaricin nannte L. Schoonbroodt eine entsprechende Substanz, die er aus dem Strohblassen Ritterling gewinnen konnte.
Nach der Isolation eines annähernd reinen Produkts, gab Fleury ihm den heute gebräuchlichen Namen Agarcinsäure.
1907 gelang es H. Thomas und J. Vogelsang die exakte Zusammensetzung der Agaricinsäure mit der Summenformel C22H40O7 zu ermitteln.

## Darstellung
Ein möglicher Syntheseweg ist über die katalytische Anlagerung von Iodessigsäureethylester an die Carbonylgruppe von α-Oxalylstearinsäurediethylester. Die Ausbeute der racemischen Agarcinsäure beträgt 2,6 %.

## Eigenschaften
Agaricinsäure besitzt polare Hydroxylgruppen und unpolarer aliphatischer Ketten. In einer Säure-Base-Reaktion ist es durch die drei Carboxylgruppen möglich, insgesamt drei Wasserstoffionen abzuspalten.
Die Agaricinsäure ist optisch aktiv. Sie dreht die Ebene des linear polarisierten Lichts nach links.
Bei der Reaktion von Agaricinsäure mit einer alkoholischen Kaliumhydroxidlösung wird unter anderem Stearinsäure abgespalten.

## Pharmakologische Wirkung
Verdünnte alkalische Lösungen von Agaricinsäure haben eine hämolytische Wirkung. Bei oraler Einnahme größerer Dosen können Reizungen im Magen-Darm-Trakt hervorgerufen werden. Die Applikation der Säure auf geschädigte Haut kann zu Entzündungen führen. Die Agaricinsäure besitzt eine Niesen erregende Wirkung und führt bei subkutaner Injektion zu Gewebsnekrosen und Geschwürbildung.